# Let Robeson Sing
"Let Robeson Sing" é uma canção da banda britânica de rock Manic Street Preachers, lançada em setembro de 2001 como o quarto e último single do álbum Know Your Emeny, lançado no mesmo ano.
A música é um tributo a Paul Robeson. O CD single inclui várias canções em Lado B e também remixes.
A música alcançou a 19ª posição na UK charts, mais baixa posição nas paradas desde 1994.

## Faixas
CD single 1
1. "Let Robeson Sing" – 3:46
2. "Masking Tape" – 4:11
3. "Didn't My Lord Deliver Daniel (Traditional)" – 2:07
4. "Let Robeson Sing" (vídeo)

CD single 2
1. "Let Robeson Sing" – 3:46
2. "Let Robeson Sing (Ian Brown Mix)" – 5:01
3. "Let Robeson Sing (Felix Da Housecat Mix)" – 6:17
4. "Let Robeson Sing (Live at Teatro Karl Marx, Havana, 17 February 2001)"
5. "Let Robeson Sing (Video from Cuba)" (vídeo)

Disco de vinil
Lado A
1. "Fear of Motion" – 2:46
2. "Let Robeson Sing" (Ian Brown Mix) – 5:01

Lado B
1. "Let Robeson Sing" (Felix Da Housecat Mix) – 6:17

## Paradas
| Parada (2001)    | Melhor posição |
| ---------------- | -------------- |
| UK Singles Chart | 19             |

Desempenho na parada do Reino Unido
| Posição | 19 |

## Ficha técnica
Banda
- James Dean Bradfield - vocais, guitarra
- Nicky Wire - baixo
- Sean Moore - bateria